# Städtische Galerie Lehrte

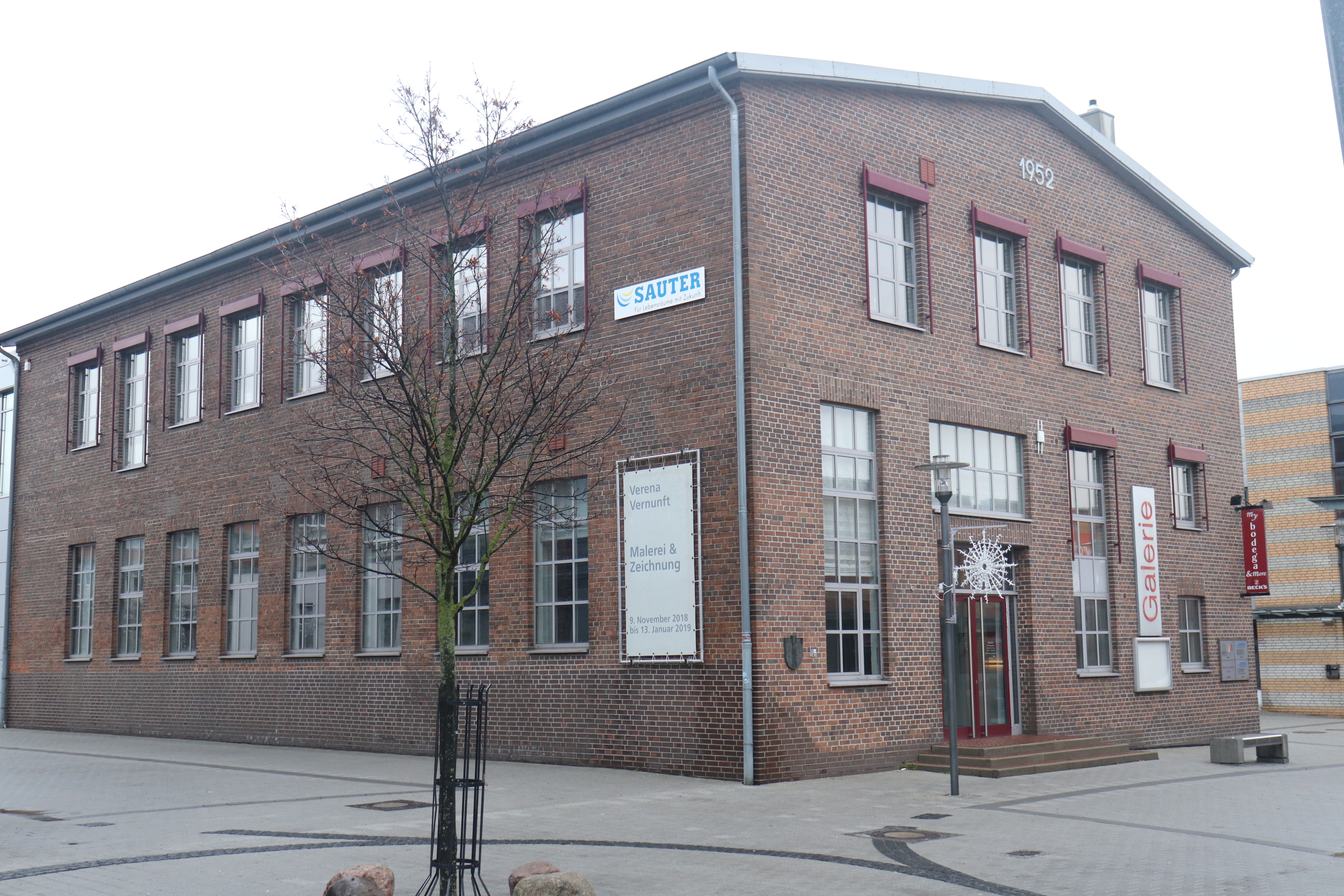
Alte Schlosserei mit Städtischer Galerie

Die Städtische Galerie in der Alten Schlosserei, kurz auch Städtische Galerie Lehrte oder Städtische Galerie Alte Schlosserei Lehrte sowie schlicht Städtische Galerie genannt, ist ein Ausstellungs- und Veranstaltungsgebäude der Stadt Lehrte, Region Hannover. Die Galerie beherbergt die magazinierte Sammlung des Malers und Grafikers Franz Belting und zeigt in jährlich fünf wechselnden Kunstausstellungen Objekte der Gegenwartskunst. Zudem hält das Haus eine Veranstaltungsfläche mit Bühne vor, um verschiedene Formen der Bildenden Kunst mit der Darstellenden Kunst ins Wechsel- und Zusammenspiel bringen zu können. Standort ist die Alte Schlosserei 1 in Lehrte.

## Geschichte und Beschreibung
Anlass zur Gründung der Galerie durch die Stadt Lehrte war die im Jahr 1988 erfolgte Schenkung einer 110 Bilder umfassenden Sammlung eigener Bilder des 80 Jahre zuvor in Lehrte geborenen Künstlers Franz Belting. Die Stadt präsentierte von 1988 bis 1993 zunächst ausschließlich die Franz-Belting-Sammlung, anfangs in Räumlichkeiten in der Königstraße, von 1993 bis 2005 dann in Galerieräumen in der Ahltener Straße, in den ab 1996 auch andere Werke zeitgenössischer Kunst und insbesondere Malerei in regelmäßig veranstalteten Ausstellungen gezeigt wurden. In diesen zwölf Ausstellungsjahren entwickelte sich die Städtische Galerie Lehrte – neben der der Städtischen Galerie der Landeshauptstadt Hannover die bis dahin einzige von einer Kommune getragene Galerie in der Region Hannover – zu einer „wichtigen Adresse für zeitgenössische Kunst in der Region Hannover.“
Nachdem auf dem Gelände der ehemaligen Lehrter Zuckerfabrik die in Klinkerbauweise 1952 errichtete, später sogenannte Alte Schlosserei im Jahr 2005 saniert und renoviert worden war, konnte zum Februar 2006 am neuen Standort die nunmehr „Städtische Galerie in der Alten Schlosserei“ ihren Betrieb aufnehmen.

## Ausstellungen (Auswahl)
- 1999: Einzelausstellung „Neue Arbeiten“ von Jens Hoff[3]
- 2001: Arbeiten von Wolfgang Supper[4]
- 27. Januar – 15. April 2012: Günter Koch, Gerd Druwe, Geschmacksneutral

## Schriften (Auswahl)
- Gerd Druwe (Illustrator): Günter Koch, Gerd Druwe, Geschmacksneutral, Katalog zur Ausstellung, hrsg. von der Städtischen Galerie Lehrte, Lehrte: Städtische Galerie Alte Schlosserei Lehrte, 2012